# Bactra fuscidorsana
Bactra fuscidorsana es una especie de polilla del género Bactra, categorizada en la tribu Olethreutini, de la subfamilia Olethreutinae.

## Distribución
Se distribuye por Colombia.

## Taxonomía
Fue descrita por Zeller en 1877 y publicada en (Bactra), Horae ent. Soc. Ross 13: 141.